# Batalha de Macriplagi
A Batalha de Macriplagi (Makryplagi ou Makry Plagi) foi travada entre as forças do Império Bizantino e os latinos do Principado de Acaia. Os bizantinos estava enfraquecidos e desmoralizados após a deserção de um grande número de mercenários turcos para os acaianos. Em Macriplagi, os bizantinos foram decisivamente derrotados, o que, juntamente com a derrota na Batalha de Prinitza no ano anterior, encerrou de vez a tentativa grega de reconquistar a Moreia.

## Contexto
Após a Batalha de Pelagônia (1259), o imperador bizantino Miguel VIII Paleólogo (r. 1259–1282) tomou posse de diversas fortalezas na região sudeste do Peloponeso (Moreia), cedidas pelo príncipe de Acaia capturado, Guilherme II de Vilearduin (r. 1246–1278) em troca de sua libertação. Guilherme também jurou se tornar um vassalo de Miguel, mas, logo após retornar para casa, ele renunciou seus juramentos e começou a negociar com o papa e outros poderes latinos para iniciar um esforço conjunto contra os bizantinos.
Guerra irrompeu no final de 1262 ou 1263, quando Miguel VIII enviou uma expedição militar para a região. Este exército era composto principalmente de mercenários turcos e tropas gregas da Ásia Menor e era liderado pelo meio-irmão do imperador, o sebastocrator Constantino Paleólogo. Constantino conseguiu alguns sucessos a princípio, capturando a maior parte da região da Lacônia e avançou para o norte em direção da capital acaiana, Andravida. Ele foi derrotado, porém, por uma força latina muito menor na Batalha de Prinitza e seu exército foi desmantelado.

## Escaramuças em Mesíscli e o cerco de Nicles
No início de 1263 ou 1264, Constantino resolveu reiniciar sua campanha com o objetivo de subjugar definitivamente o Principado de Acaia. Ele juntou suas tropas, invadiu o território acaiano e avançou até Sergiana, na região norte de Élida, acampando num local chamado de "São Nicolau de Mesíscli". Guilherme marchou com seu exército para dar-lhe combate e preparou seus homens. De acordo com a "Crônica da Moreia", o líder da vanguarda bizantina, o grande conostaulo Miguel Cantacuzeno, cavalgava adiante da linha bizantina quando seu cavalo empacou e ele acabou assassinado pelos acaianos. Desmoralizados pela morte de seu mais bravo comandante, o sebastocrator Constantino recuou e iniciou um cerco à fortaleza de Nicles.
Lá, porém, os mercenários turcos, mais de 1 000 cavaleiros liderados por Melique e Xalique, o confrontaram e demandaram que Constantino lhes pagasse o trabalho de seis meses. Irritado pela audácia e preocupado com sua falta de sorte até então, o sebastocrator se recusou, irritado, provocando a deserção dos dois líderes, que se juntaram a Guilherme com a maioria de seus homens. A deserção derrubou de vez o moral bizantino. Constantino, fingindo estar doente, decidiu levantar o cerco e abandonou a Moreia voltando para Constantinopla. Ele deixou o grande doméstico Aleixo File e o paracemomeno João Macreno no comando.

## A batalha e suas consequências
File era o líder do exército e iniciou a marcha em direção da Messênia, onde ocupou o passo de Macriplagi, localizado perto do Castelo de Gardici, na fronteira da Messênia com a região central do Peloponeso. Guilherme, reforçado pelo experiente contingente turco e agora em vantagem numérica, marchou para enfrentá-lo. O exército acaiano atacou os bizantinos mesmo sabendo que eles defendiam uma poderosa posição defensiva em terreno elevado. Os primeiros dois ataques foram repelidos, mas o terceiro, liderado pelo comandante Ancelino de Toucy, rompeu a linha bizantina e os gregos fugiram em pânico.
A derrota bizantina foi completa e os generais File, Macreno e Aleixo Cabalário, juntamente com muitos outros nobres gregos, foram capturados. Os prisioneiros foram levados para Guilherme em Veligosti, onde uma notável conversa se deu entre o príncipe acaiano e File, que ilustra as respectivas posições de gregos e latinos no conflito: quando Guilherme afirmou que a derrota era a punição de Deus para os Paleólogos por violar seus juramentos, File respondeu que "a Moreia pertence ao Império de România e é herança legítima do imperador. É, ao contrário do que disse, você quem quebrou seus juramentos ao seu senhor".
Guilherme então marchou para o sul, em direção da fortaleza bizantina de Mistras. Ele não conseguiu tomá-la, mas repopulou e fortificou a antiga cidade de Esparta, pilhando a província ao redor e recuou para Nicles. Apesar de suas vitórias terem impedido que os bizantinos conquistassem o principado, Guilherme acabou exaurindo os recursos de seu reino: as lutas constantes devastaram e despopularam seu país. O conflito degenerou-se em escaramuças antes de cessar completamente. As negociações, nas quais Miguel VIII propôs casar seu filho e herdeiro, Andrônico II Paleólogo (r. 1282–1328) com a filha e herdeira de Guilherme, Isabela. A proposta naufragou por conta da resistência dos nobres acaianos. Nos anos seguintes, Guilherme buscou ajuda e proteção com o poderoso Carlos de Anjou, de quem se tornou vassalo pelos termos do Tratado de Viterbo. Temendo enfrentar Carlos, a atenção bizantina se voltou para outro lugar e Guilherme conseguiu evitar uma ofensiva bizantina de grande porte contra seu principado. Um prolongado período de tranquilidade se seguiu, mas conflitos internos terminariam por dar a vantagem aos bizantinos, que recuperaram gradualmente o controle da região no início do século XIV.